# Baia Kresta
La baia Kresta (in russo Залив Креста; in lingua ciukcia Kėnynyn) è una profonda insenatura situata all'interno del golfo dell'Anadyr', in Russia. Si affaccia sul mare di Bering e appartiene all'Iul'tinskij rajon, nel Circondario autonomo della Čukotka (Circondario federale dell'Estremo Oriente).

## Geografia
La baia, che si apre verso sud, è delimitata ad est dalla grande penisola dei Čukči, le sue coste sono frastagliate e comprendono altre insenature; le maggiori sono la baia Ėtėl'kujym (вухта Этэлькуйым) e la Kėngynin (вухта Кэнгынин). La baia Kresta è larga 25 km all'ingresso e 43 km nella parte centrale, ha una lunghezza di 102 km e una profondità massima di 70 m. Gela d'inverno.
Nella parte settentrionale, si trova il villaggio di Ėgvekinot (Эгвекинот), capoluogo dell'Iul'tinskij rajon. Sulla costa orientale il villaggio di Konergino (Конергино) e a sud-ovest Uėl'kal' (Уэлькаль).

### Fauna
Nelle acque della baia Kresta ci sono foche, trichechi e balene.

## Storia
La baia è stata scoperta nel 1648 durante la spedizione di Semën Ivanovič Dežnëv ed è stata mappata nel 1665 dall'esploratore cosacco Kurbat Afanas'evič Ivanov. Ha ricevuto il suo nome attuale, che in italiano significa "croce", da Vitus Bering nel 1728, in onore della festività della Vera Croce (Животворящий Крест).